# Melanconium castaneae
Melanconium castaneae är en svampart som beskrevs av Salvi 1913. Melanconium castaneae ingår i släktet Melanconium och familjen Melanconidaceae.   Inga underarter finns listade i Catalogue of Life.